# إدارة كانينديو
إدارة كانينديو (بالإنجليزية: Canindeyú Department)‏ هي إدارة في باراغواي، تتبع باراغواي، عاصمتها سالتو ديل غويرا .

## جغرافيا
تقع الإدارة في غرب باراغواي وتتاخم الحدود مع البرازيل، تبلغ مساحتها 14٬667٫0 كيلومتر مربع.

### الموقع
تشترك في الحدود مع:
- ألتو بارانا
- إدارة امامباي
- إدارة سان بيدرو
- كاغوازو

## ديموغرافيا
بلغ عدد سكانها 191٬447  نسمة، (في 2012)